# Грецизм
Грецизм — слово, заимствованное из греческого языка (чаще — древнегреческого) или неологизм, составленный из греческих морфем.

## В русском языке
Древнегреческие слова начали проникать ещё в древнерусский язык в основном через посредство старославянского в связи с процессом завершения христианизации славянских государств. Активную роль в этом процессе принимала Византия. Начинается формирование древнерусского (восточнославянского) языка. К грецизмам периода X—XVII веков относятся слова из области религии: анафема, ангел, епископ, демон, икона, монах, монастырь, лампада, пономарь; научные термины: математика, философия, история, грамматика; бытовые термины: известь, сахар, скамья, тетрадь, фонарь, кровать; наименования растений и животных: буйвол, фасоль, свёкла и другие. Более поздние заимствования относятся главным образом к области искусства и науки: хорей, комедия, мантия, стих, логика, аналогия и другие. Многие греческие слова, получившие статус интернациональных, попали в русский язык через западноевропейские языки.

### Церковные грецизмы
Слова и термины, образованные из греческих корней и аффиксов, относящиеся к церковной лексике («лампада», «ангел», «епископ», «ладан», «икона»), а также христианские личные имена (Андрей — «муж», Георгий — «земледелец», Евгений — «благородный»). В церковной литературе среди заимствованных слов грецизмы часто соседствуют с гебраизмами.

## В армянском языке
Из 915 грецизмов различных эпох (античных, ранне- и поздневизантийских) в современном литературном армянском языке фиксируются лишь 164, а часто употребимыми являются лишь около 50. Параллельно современном языке частотными остаются также около 38 латинизмов из 154 отмеченных.

## Научные грецизмы
В научной терминологии многие грецизмы являются неологизмами, образованными по синтетическому принципу. В частности, в научной терминологии активно используются русские префиксы греческого происхождения.
Чаще всего научные грецизмы соседствуют с латинизмами и в некоторых дисциплинах имеют свои традиционно разграниченные сферы применения. Так в медицине физиологическая и гистологическая терминология — грецизмы, клиническая и анатомическая — латинизмы. В биологии также физиология — грецизмы, а классификационные названия видов — латинизмы. В филологии большинство терминов грецизмы. В научно-фантастической литературе также можно встретить наукоподобные термины являющиеся грецизмами, например хронокласт — путешествие во времени и пр.